# Spodoptera leucophlebia
Spodoptera leucophlebia är en fjärilsart som beskrevs av George Francis Hampson 1902. Spodoptera leucophlebia ingår i släktet Spodoptera och familjen nattflyn. Inga underarter finns listade i Catalogue of Life.